# Palo Alto (film, 2013)
Pour les articles homonymes, voir Palo Alto (homonymie).
Pour plus de détails, voir Fiche technique et Distribution.
Palo Alto est un film américain réalisé par Gia Coppola, sorti en 2013. Il est basé sur le recueil de nouvelles du même nom de James Franco.

## Synopsis
Teddy, April, Fred et Emily sont des adolescents livrés à eux-mêmes vivant dans la banlieue chic de Palo Alto en Californie. Ils ont soif de sensations fortes et découvrent l'alcool, les drogues et le sexe.

## Fiche technique
- Titre original : Palo Alto
- Réalisation : Gia Coppola
- Scénario : Gia Coppola, d'après les nouvelles de James Franco
- Direction artistique :
- Décors : Sara Beckum Jamieson
- Costumes : Courtney Hoffman
- Photographie : Autumn Durald
- Montage : Leo Scott
- Production : Vince Jolivette, Miles Levy, Sebastian Pardo et Adriana Rotaru
- Sociétés de production : RabbitBandini Productions
- Sociétés de distribution :  Tribeca Films,  Pathé Distribution
- Pays d'origine :  États-Unis
- Langue originale : anglais
- Format : couleur - 35 mm - 2,35:1 - son Dolby numérique
- Genre : drame
- Durée : 100 minutes
- Dates de sortie[1] :
  - États-Unis : 29 août 2013 (Festival du film de Telluride) ; 9 mai 2014 (sortie limitée)
  - France : 11 juin 2014

## Distribution
- Emma Roberts (VF : Nastassja Girard) : April
- Jack Kilmer (VF : Julien Bouanich) : Teddy
- James Franco (VF : Anatole de Bodinat) : M. B.
- Nat Wolff (VF : François Deblock) : Fred
- Zoe Levin (VF : Camille Gondard) : Emily
- Val Kilmer (VF : Philippe Vincent) : Stewart
- Greta Seacat (VF : Anneliese Fromont) : Janice
- Chris Messina (VF : Bernard Gabay) : Mitch
- Jacqui Getty: La mère de April
- Colleen Camp (VF : Claudie Guillot) : Sally
- Claudia Levy (VF : Jessica Monceau) : Shanna
- Olivia Crocicchia (VF : Pauline Bell) : Chrissy
- Christian Madsen : Anthony
- Keegan Allen (VF : Thibaut Lacour) : Archie
- Margaret Qualley : Raquel
- Don Novello (VF : Elrik Thomas) : M. Wilson
- Talia Shire (VF : Frédérique Cantrel) : Mme Ganem
- Francis Ford Coppola (VF : Patrick Delage) : le juge

Source et légende : Version française (VF) sur AlloDoublage

## Production

### Développement
Le film est basé sur le recueil de nouvelles autobiographiques de James Franco publié aux États-Unis en 2010 aux Éditions Scribner. James Franco souhaitait initialement financer 3 films, grâce à une campagne de crowdfunding sur le site Internet Indiegogo,,.

### Attribution des rôles
En plus d'être réalisé par la petite-fille de Francis Ford Coppola, le film contient des acteurs et actrices ayant des liens de parenté avec d'autres acteurs : Jack Kilmer est le fils de Val Kilmer et Emma Roberts, fille d'Eric Roberts et nièce de Julia Roberts.

## Distinctions

### Sélections
- Festival international du film de Toronto 2013